# Krzysztof Wilkus
Krzysztof Wilkus (ur. 5 marca 1947 roku w Poznaniu, zm. 5 września 2014 roku tamże) – organista i kompozytor. W latach 1973–2014 organista katedralny katedry poznańskiej.

## Życiorys
W latach 1966–1970 studiował w Wyższej Szkole Ekonomicznej w Poznaniu, a w latach 1979–1983 w Akademii Muzycznej w Gdańsku na Wydziale Instrumentalnym w klasie organów profesora Leona Batora. W okresie 1970–1972 pracował na stanowisku asystenta w Zakładzie Ekonomii Politycznej Kapitalizmu w Instytucie Ekonomii Politycznej, który prowadził w tym czasie profesor Wacław Wilczyński. Zmuszony został do odejścia z zajmowanego stanowiska ze względów politycznych. 1 czerwca 1973 roku znalazł zatrudnienie w Instytucie Zachodnim w Zakładzie Ekonomii, z którego zrezygnował w 1975 roku by móc zostać pełnoetatowym organistą, co nastąpiło 1 stycznia 1976 roku. Jednakże pierwszy angaż na posadę organisty katedralnego katedry poznańskiej otrzymał już wcześniej, 31 grudnia 1973 roku. 
W latach 1975–1977 był wykładowcą muzyki kościelnej w Wyższym Seminarium Duchownym Zgromadzenia Księży Orionistów w Zduńskiej Woli. Od 1996 roku członkiem Komisji Archidiecezjalnej Muzyki Kościelnej Archidiecezji Poznańskiej i rzeczoznawcą zespołu ds. organów i dzwonów Archidiecezji Poznańskiej. Był także wykładowcą w Archidiecezjalnym Studium Muzyki Sakralnej.  
Od 11 lutego 2011 roku tytularny organista Konkatedry Wniebowzięcia NMP i św. Stanisława w Mohylewie na Białorusi. Od grudnia 2012 roku członek instytutu „Institut für Hymnologische und Musikethnologische Studien  e.V. der Consociatio Internationalis Musicae Sacrae (Rom)” w Kolonii. Był jednym z członków towarzystwa muzyki kościelnej „Consociatio Internationalis Musicae Sacrae Ministerium Musicae Sacrae Gesellschaft der Orgelfreunde e.V” w Mettlach. Członek zarządu Towarzystwa Muzycznego im. Feliksa Nowowiejskiego w Poznaniu. Był założycielem i kierownikiem artystycznym zespołu wokalno-instrumentalnego „Capella Pro Musica Sacra”.  
Brał udział w kursie improwizacji organowej Heinza Bernharda Orlinskiego oraz kursie interpretacji muzyki organowej Johanna Sebastiana Bacha i Maxa Regera w Międzynarodowej Akademii Bachowskiej w Stuttgarcie.

## Medale i odznaczenia
11 listopada 2005 roku Ministra Kultury i Dziedzictwa Narodowego otrzymał odznakę honorową „Zasłużony dla kultury polskiej”. 22 listopada 2008 roku medal „Optime merito Archidioecesis Posnaniensis”.